# 茅荆坝镇
茅荆坝镇，是中华人民共和国河北省承德市隆化县下辖的一个镇，原名茅荆坝乡，2020年撤乡设镇。

## 行政区划
茅荆坝镇下辖以下地区：
茅荆坝村、田家营村、千松甸村、羊草沟门村、团瓢村、兴隆营村、新局子村、坝底村、郑家沟村、梨树营村、天义沟村和老局子村。